# KkStB 4 sorozatú szerkocsi
A kkStB 4 sorozatú szerkocsi kéttengelyes szerkocsi sorozat volt az osztrák Cs. kir. Államvasutaknál (k.k. österreichischen Staatsbahn, kkStB). A szerkocsik eredetileg a Mährische Grenzbahn-tól (MGB) származtak.
Az MGB ezeket a szerkocsikat 1873-ban szerezte be a Floridsdorfi Mozdonygyártól mozdonyaihoz. Az államosítással a kkStB tulajdonába került járműveket négy szerkocsi sorozatba osztották be és azokat az MGB eredetű mozdonyokhoz kapcsolták.

## Fordítás
- Ez a szócikk részben vagy egészben  a   kkStB Tenderreihe 4 című német Wikipédia-szócikk fordításán alapul.  Az eredeti cikk szerkesztőit annak laptörténete sorolja fel. Ez a jelzés csupán a megfogalmazás eredetét és a szerzői jogokat jelzi, nem szolgál a cikkben szereplő információk forrásmegjelöléseként.